# Девкаліон (син Міноса)
Девкаліон — син Міноса й Пасіфаї, учасник калідонського полювання та походу аргонавтів, батько Ідоменея — ватажка критян у Троянській війні.